# 牛耳島
牛耳島（：／ Ui do */?），位於黃海上，因輪廓像牛耳朵而得名。

## 相關電視節目
- 2017年韓國O'live（朝鲜语：올'리브）和tvN频道播放的綜藝節目《島劍客》，由姜虎東、金喜善、鄭容和等人至該島與島民共同生活一周的點點滴滴與生活小故事[2]。